# Davide Franceschetti
Davide Franceschetti (Ravenna, 4 giugno 1976) è un pianista italiano.

## Biografia
Inizia lo studio del pianoforte nella sua città d'adozione, Forlì, entrando giovanissimo all'Accademia Pianistica Internazionale “Incontri col Maestro” di Imola, dove è allievo di Piero Rattalino.
Nel corso della carriera ottiene il quarto premio al Concorso Pianistico Internazionale Ferruccio Busoni di Bolzano nel 1993, la vittoria al GPA Dublin International Piano Competition nel 1994, e la medaglia d'argento al Concorso pianistico internazionale di Leeds nel 2000, dove viene diretto da Sir Simon Rattle. L'anno successivo gli viene conferito il Jury Discretionary Award e il Steven de Groote Memorial Award per la migliore esecuzione di musica da camera al Concorso pianistico internazionale Van Cliburn di Fort Worth, in Texas.
Tiene concerti in Inghilterra, Finlandia, Giappone, Cina, Messico, Stati Uniti), alcuni dei quali sono stati trasmessi dalla BBC, ed esegue trasmissioni radiofoniche per la Deutschlandradio , Rai Radio 3 e Rai Quirinale per I Concerti del Quirinale di Roma.
Si è esibito alla Wigmore Hall di Londra, alla Alice Tully Hall al Lincoln Center di New York, al Kennedy Center di Washington, D.C. e, nel 2003 con la Deutsches Symphonie Orchester Berlin, debutta alla Philharmonie di Berlino con il secondo concerto per pianoforte in Si bemolle maggiore Op. 83 di Brahms.
Nel repertorio cameristico suona con Heinrich Schiff, Isabelle Faust, Renaud Capuçon, Jean Guihen Queyras, Paolo Chiavacci  e Dora Schwarzberg .
Tra il 2003 e il 2006 partecipa come solista a un progetto inedito per il pubblico italiano: curato da Carlo de Incontrera, con la collaborazione di Horst Birr dell'Universität der Künste di Berlino, attraverso il Kandinskij a Teatro, viene presentata la riedizione fedele dell'allestimento scenografico ideato da Vasilij Vasil'evič Kandinskij nel 1928 per i Quadri da un'esposizione.
Oltre all'insegnamento all'Accademia Pianistica Internazionale “Incontri col Maestro” di Imola, ha tenuto masterclass in Giappone, Cina, Serbia e Italia.
È stato invitato nella giuria d'élite al Concorso Internazionale Clara Haskil in Svizzera (2007, 2009).
| Anno | Concorso                                            | Premio                                                                                             | Primo premio     |
| ---- | --------------------------------------------------- | -------------------------------------------------------------------------------------------------- | ---------------- |
| 1993 | Concorso Pianistico Internazionale Ferruccio Busoni | Quarto Premio                                                                                      | Roberto Cominati |
| 1994 | GPA Dublin International Piano Competition          | Primo Premio                                                                                       |                  |
| 2000 | Concorso pianistico internazionale di Leeds         | Medaglia d'argento                                                                                 | Alessio Bax      |
| 2001 | Concorso pianistico internazionale Van Cliburn      | Jury Discretionary Award Steven de Groote Memorial Award - Migliore esecuzione di musica da camera | Olga Kern        |

## Discografia
- Van Cliburn International 2005, 2005[28]
- Van Cliburn International 2001/1, 2007[28]
- Van Cliburn International 2001/2, 2007[28]